# Liste japanischer Metalbands
Die Liste japanischer Metalbands zählt namhafte japanische Musikgruppen aus dem Genre Metal auf. Hard-Rock-Bands werden nur in die Liste aufgenommen, insofern sie auch Metal spielen. Zur Aufnahme in die Liste muss Wikipediarelevanz vorhanden sein.

## A
| Name                | Gründung | Auflösung | Herkunft | Genre(s)                                                                      | Anmerkungen |
| ------------------- | -------- | --------- | -------- | ----------------------------------------------------------------------------- | ----------- |
| Abigail             | 1992     |           | Tokio    | Black Metal, Thrash Metal                                                     |             |
| Acid Mothers Temple | 1995     |           |          | Psychedelic Rock, Space Rock, Drone, Noise-Rock, Improvisierte Musik, Ambient |             |
| Aeternum Sacris     | 2009     |           | Kawasaki | Funeral Doom                                                                  |             |
| Ailiph Doepa        | 2010     |           |          | J-Rock, Nu Metal, Pop-Punk, Ska-Punk, Crossover                               |             |
| Asriel              | 2006     | 2015      | Kanazawa | Symphonic Metal, Ambient                                                      |             |
| Asunojokei          | 2014     |           |          | Blackgaze, Depressive Black Metal, Post-Black-Metal                           |             |

## B
| Name               | Gründung | Auflösung | Herkunft | Genre(s)                                                           | Anmerkungen               |
| ------------------ | -------- | --------- | -------- | ------------------------------------------------------------------ | ------------------------- |
| Babymetal          | 2010     |           |          | Kawaii Metal                                                       |                           |
| Band-Maid          | 2013     |           | Tokio    | Hard Rock, Heavy Metal                                             |                           |
| Begräbnis          | 2011     |           | Sendai   | Funeral Doom                                                       |                           |
| Beyond Description | 1988     |           | Tokio    | Hardcore Punk, Crossover, Thrash Metal                             |                           |
| The Black Mages    | 2002     | 2010      | Tokio    | Videospielmusik, Melodic Metal                                     |                           |
| Blood              | 2002     |           |          | Metal, Hard Rock                                                   |                           |
| Blood Stain Child  | 1999     |           | Osaka    | Melodic Death Metal, Trancecore                                    | als Visionquest gegründet |
| Boris              | 1992     |           | Tokio    | Noise-Rock, Psychedelic Rock, Stoner Rock, Stoner Doom, Drone Doom |                           |
| Bridear            | 2011     |           | Fukuoka  | Power Metal                                                        |                           |

## C
| Name             | Gründung | Auflösung | Herkunft  | Genre(s)                                                     | Anmerkungen                                                    |
| ---------------- | -------- | --------- | --------- | ------------------------------------------------------------ | -------------------------------------------------------------- |
| Casbah           | 1983     |           | Funabashi | Thrash Metal                                                 |                                                                |
| Church of Misery | 1995     |           | Shinjuku  | Doom Metal                                                   |                                                                |
| Corrupted        | 1994     |           | Osaka     | Death Doom, Sludge                                           |                                                                |
| Cross Vein       | 2007     |           | Tokio     | Symphonic Metal, Power Metal                                 |                                                                |
| Crossfaith       | 2006     |           |           | Trancecore, Metalcore, Industrial Metal, Melodic Death Metal |                                                                |
| Crush 40         | 1998     |           |           | Hard Rock, Heavy Metal, Alternative Rock, Pop-Rock           | japanisch-amerikanisches Projekt, als Sons of Angels gegründet |
| Crystal Lake     | 2002     |           | Tokio     | Metalcore                                                    |                                                                |
| C.S.S.O.         | 1991     |           |           | Grindcore                                                    | als Gastric Juice gegründet                                    |

## D
| Name                      | Gründung | Auflösung | Herkunft | Genre(s)                                                               | Anmerkungen |
| ------------------------- | -------- | --------- | -------- | ---------------------------------------------------------------------- | ----------- |
| Dazzle Vision             | 2003     |           |          | Alternative Metal, Experimental Metal, Metalcore, Screamo, Electrocore |             |
| Deathgaze                 | 2003     |           |          | Alternative Metal, Metalcore                                           |             |
| D’espairsRay              | 1999     | 2011      | Tokio    | J-Rock, Metal                                                          |             |
| Devil Within              | 2019     |           | Tokio    | Melodic Death Metal, Metalcore                                         |             |
| Dio – Distraught Overlord | 2006     | 2010      |          | J-Metal, Alternative Rock, Visual Kei                                  |             |
| Dir En Grey               | 1997     |           | Osaka    | Progressive Metal, Extreme Metal, Alternative Metal, Deathcore         |             |
| Double Dealer             | 2000     | 2007      |          | Power Metal                                                            |             |

## E
| Name        | Gründung | Auflösung | Herkunft | Genre(s)                          | Anmerkungen |
| ----------- | -------- | --------- | -------- | --------------------------------- | ----------- |
| Elfensjón   | 2018     |           |          | Symphonic Metal, Alternative Rock |             |
| Evil (Band) | 2011     |           | Tokio    | Thrash Metal                      |             |

## F
| Name                            | Gründung | Auflösung | Herkunft | Genre(s)                           | Anmerkungen |
| ------------------------------- | -------- | --------- | -------- | ---------------------------------- | ----------- |
| Fastkill                        | 1996     |           | Tokio    | Thrash Metal                       |             |
| Fate Gear                       | 2015     |           | Tokio    | Heavy Metal, Power Metal           |             |
| Fear, and Loathing in Las Vegas | 2008     |           | Kobe     | Trancecore, Dance Metal, Metalcore |             |
| Funeral Moth                    | 2005     |           |          | Funeral Doom                       |             |

## G
| Name           | Gründung | Auflösung | Herkunft | Genre(s)                                                 | Anmerkungen |
| -------------- | -------- | --------- | -------- | -------------------------------------------------------- | ----------- |
| Gallhammer     | 2003     |           |          | Black Doom, Crustcore                                    |             |
| Galneryus      | 2001     |           | Osaka    | Power Metal, Symphonic Metal, Progressive Metal          |             |
| The GazettE    | 2002     |           |          | J-Rock, Metal                                            |             |
| Gerogerigegege | 1985     |           | Shinjuku | Japanoise, Grindcore, Dark Ambient, Punk                 |             |
| Girugamesh     | 2004     | 2016      | Chiba    | Metalcore, Nu Metal, Alternative Metal, Industrial Metal |             |
| Grief of War   | 2002     |           | Tokio    | Thrash Metal                                             |             |

## H
| Name                  | Gründung | Auflösung | Herkunft  | Genre(s)                                     | Anmerkungen |
| --------------------- | -------- | --------- | --------- | -------------------------------------------- | ----------- |
| Hagane                | 2018     |           | Tokio     | Power Metal                                  |             |
| Hanabie.              | 2015     |           | Kichijōji | Metalcore, Nu-Metal, J-Pop                   |             |
| Heaven in Her Arms    | 2001     |           | Tokio     | Blackgaze, Post-Metal, Post-Hardcore, Sludge |             |
| High and Mighty Color | 2003     | 2010      | Okinawa   | J-Rock, Nu-Metal                             |             |

## I
| Name                           | Gründung | Auflösung | Herkunft | Genre(s)                                                                | Anmerkungen |
| ------------------------------ | -------- | --------- | -------- | ----------------------------------------------------------------------- | ----------- |
| Imperial Circus Dead Decadence | 2007     |           | Fukuoka  | Symphonic Metal, Power Metal, Melodic Death Metal, Deathcore, Metalcore |             |

## K
| Name        | Gründung | Auflösung | Herkunft | Genre(s)               | Anmerkungen |
| ----------- | -------- | --------- | -------- | ---------------------- | ----------- |
| Kagerou     | 1999     | 2007      |          | J-Rock, Metal          |             |
| Kanashimi   | 2007     |           |          | Depressive Black Metal |             |
| King’s-Evil | 1989     |           | Tokio    | Thrash Metal           |             |

## L
| Name      | Gründung | Auflösung | Herkunft | Genre(s)                 | Anmerkungen                              |
| --------- | -------- | --------- | -------- | ------------------------ | ---------------------------------------- |
| Ladybaby  | 2013     | 2020      |          | Kawaii Metal             |                                          |
| Loudness  | 1981     |           |          | Heavy Metal, Glam Metal  |                                          |
| Lovebites | 2016     |           | Tokio    | Power Metal, Heavy Metal | Gruppe besteht ausschließlich aus Frauen |

## M
| Name                   | Gründung | Auflösung | Herkunft | Genre(s)                                                                    | Anmerkungen                    |
| ---------------------- | -------- | --------- | -------- | --------------------------------------------------------------------------- | ------------------------------ |
| Mada Mita no Nai Sekai | 2019     |           |          | Metal                                                                       |                                |
| Magane                 | 1994     |           | Tokio    | Extreme Metal, Folk Metal, Pagan Metal                                      | als Mortes Saltantes gegründet |
| Man with a Mission     | 2010     |           | Tokio    | Alternative Rock, Melodic Hardcore, Alternative Metal, Rap-Rock, Dance-Rock |                                |
| Matenrō Opera          | 2007     |           |          | Power Metal, Symphonic Metal                                                |                                |
| Maximum the Hormone    | 1998     |           | Tokio    | Punkrock, Nu Metal, Post-Hardcore, Metalcore, Deathcore                     |                                |
| Metalucifer            | 1995     |           | Kuwana   | Heavy Metal                                                                 |                                |
| Moi dix Mois           | 2002     |           |          | Visual Kei, Crossover, Metal                                                |                                |
| MUCC                   | 1997     |           |          | J-Rock, Metal                                                               |                                |

## N
| Name                | Gründung | Auflösung | Herkunft | Genre(s)             | Anmerkungen |
| ------------------- | -------- | --------- | -------- | -------------------- | ----------- |
| Narcotic Greed      | 1989     |           |          | Thrash Metal         |             |
| Nemophila           | 2019     |           | Tokio    | Heavy Metal          |             |
| Nocturnal Bloodlust | 2009     |           | Tokio    | Metalcore, Deathcore |             |

## O
| Name    | Gründung | Auflösung | Herkunft | Genre(s)                  | Anmerkungen |
| ------- | -------- | --------- | -------- | ------------------------- | ----------- |
| Onmyōza | 1999     |           |          | Heavy Metal, J-Rock       |             |
| Outrage | 1982     |           | Nagoya   | Thrash Metal, Speed Metal |             |

## R
| Name           | Gründung | Auflösung | Herkunft | Genre(s)                                                           | Anmerkungen |
| -------------- | -------- | --------- | -------- | ------------------------------------------------------------------ | ----------- |
| Ritual Carnage | 1993     |           |          | Thrash Metal                                                       |             |
| Rottengraffty  | 1999     |           |          | Alternative Rock, Punk, Heavy Metal, Nu Metal, Synth Rock, Elektro |             |

## S
| Name            | Gründung | Auflösung | Herkunft | Genre(s)                                                       | Anmerkungen        |
| --------------- | -------- | --------- | -------- | -------------------------------------------------------------- | ------------------ |
| Sabbat          | 1983     |           |          | Thrash Metal, Black Metal                                      | als Evil gegründet |
| Sex Machineguns | 1996     |           |          | Speed Metal                                                    |                    |
| Sigh            | 1990     |           | Tokio    | Black Metal, Avantgarde                                        |                    |
| SiM             | 2004     |           |          | Alternative Metal, Punk, Metalcore, Post-Hardcore, Ska, Reggae |                    |
| S.O.B.          | 1983     |           | Osaka    | Hardcore Punk, Grindcore                                       |                    |
| Sound Horizon   | 2001     |           |          | Symphonic Metal, Progressive Metal, Rockoper, Rock, J-Pop      |                    |

## T
| Name          | Gründung | Auflösung | Herkunft | Genre(s)            | Anmerkungen |
| ------------- | -------- | --------- | -------- | ------------------- | ----------- |
| Thousand Eyes | 2011     |           | Tokio    | Melodic Death Metal |             |

## U
| Name               | Gründung | Auflösung | Herkunft | Genre(s)                                      | Anmerkungen |
| ------------------ | -------- | --------- | -------- | --------------------------------------------- | ----------- |
| Undead Corporation | 2010     |           | Tokio    | Melodic Death Metal, Extreme Metal, Metalcore |             |
| Unholy Grave       | 1993     |           | Nagoya   | Grindcore, Noise                              |             |

## V
| Name           | Gründung   | Auflösung | Herkunft | Genre(s)                                           | Anmerkungen |
| -------------- | ---------- | --------- | -------- | -------------------------------------------------- | ----------- |
| Versailles     | 2007, 2015 | 2012      | Tokio    | Power Metal, Symphonic Metal, Neoklassischer Metal |             |
| Vigilante      | 1988       |           | Tokio    | Progressive Metal, Power Metal                     |             |
| Vomit Remnants | 1997       | 2005      | Tokio    | Death Metal                                        |             |

## X
| Name    | Gründung   | Auflösung | Herkunft | Genre(s)                                                                                         | Anmerkungen     |
| ------- | ---------- | --------- | -------- | ------------------------------------------------------------------------------------------------ | --------------- |
| X Japan | 1982, 2007 | 1997      | Tateyama | Heavy Metal, Glam Metal, Progressive Metal, Power Metal, Speed Metal, Symphonic Metal, Hard Rock | als X gegründet |

## Y
| Name          | Gründung | Auflösung | Herkunft | Genre(s)                                     | Anmerkungen |
| ------------- | -------- | --------- | -------- | -------------------------------------------- | ----------- |
| Yōsei Teikoku | 1997     |           | Tokio    | Neoklassik, Dark Wave, Symphonic Metal, Rock |             |

## Z
| Name      | Gründung | Auflösung | Herkunft | Genre(s)                | Anmerkungen |
| --------- | -------- | --------- | -------- | ----------------------- | ----------- |
| Zeni Geva | 1987     |           |          | Heavy Metal, Noise-Rock |             |